# Stefano Sibaldi
Stefano Sibaldi (* 11. Juni 1905 in Livorno; † 2. Juli 1996 in Rom) war ein italienischer Schauspieler und Synchronsprecher.

## Leben
Sibaldi begann seine schauspielerische Karriere 1928 bei der Schauspielgesellschaft von Uberto Palmarini; recht bald widmete er sich der Radioarbeit und sprach zahlreiche Rollen bis zu Beginn der 1940er Jahre. Auf der Bühne war er von 1937 bis 1939 mit verschiedenen Tourneetheatern unterwegs. Zwischen 1940 und 1944 drehte er zahlreiche Filme. Nach dem Krieg wechselte er nahezu ausschließlich zur Synchronarbeit und war die italienische Stimme von z. B. Frank Sinatra, Glenn Ford, Robert Cummings, Danny Kaye, Louis de Funès und Dan Dailey sowie in zahlreichen Disney-Animationsfilmen. Gelegentlich machte er weiter Radiosendungen und sehr gelegentlich Film- und Fernsehauftritte.

## Filmografie (Auswahl)
- 1953: Das Fleisch ist schwach (Bufere)
- 1963: Mondo Cane (Mondo cane) (Erzähler)
- 1967: Perry Rhodan – SOS aus dem Weltall (…4 …3 …2 …1 …morte)